# Anisodes ochraria
Anisodes ochraria là một loài bướm đêm trong họ Geometridae.